# وحدات بروتين فرعية

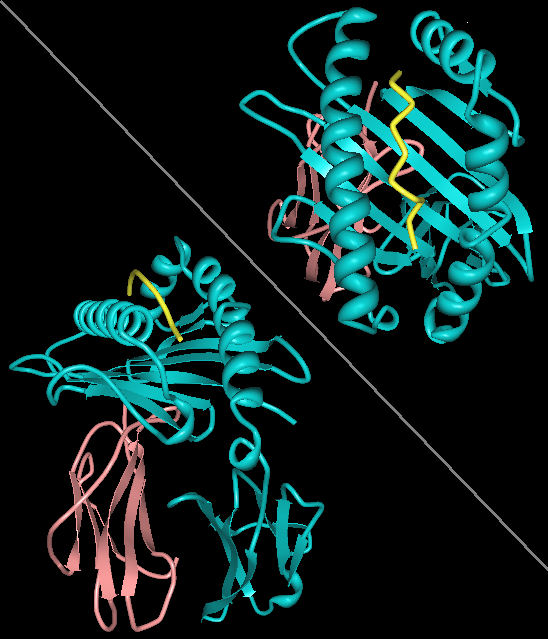
عرض HLA-A11 الذي يظهر α (A*1101 منتج جيني) و وحدات β (بيتا -2 ميكروغلوبين). يحتوي هذا المستقبل على رابطة ببتايد (في الموقع النشط) لأصل غير متجانس يساهم أيضًا في الوظيفة.

في علم الأحياء البنيوي، وحدات بروتين فرعية هو جزيء بروتين واحد يجمع (أو "coaxembles") مع جزيئات بروتينية أخرى لتشكيل مركب بروتيني. تحتوي بعض البروتينات التي تحدث بشكل طبيعي على عدد قليل نسبيًا من الوحدات الفرعية، وبالتالي توصف بأنها قليلة القسيمات، على سبيل المثال الهيموغلوبين أو بوليميراز الحمض النووي. قد تتكون أخرى من عدد كبير جدا من وحدات فرعية، وبالتالي وصفها بأنها متعددة، على سبيل المثال الأنبوب الدقيق وغيرها من بروتينات الهيكل الخلوي. قد تكون الوحدات الفرعية لبروتين متعدد متماثلة أو متشابهة أو متشابهة تمامًا ومخصصة للمهام المتباينة.
في بعض تراكيب البروتينات، يمكن أن تكون وحدة فرعية واحدة «وحدة فرعية تحفيزية» تحفز بشكل إنزيمي على التفاعل، في حين أن «الوحدة الفرعية التنظيمية» سوف تسهل أو تمنع النشاط. على الرغم من أن الإنزيم تيلوميراز يحتوي على الإنزيم تيلوميراز العكسي باعتباره وحدة فرعية محفزة، إلا أن التنظيم يتم بواسطة عوامل خارج البروتين. عادة ما يشار إلى الإنزيم الذي يتكون من كل من الوحدات التنظيمية والحفرية عند تجميعه على أنه إنزيم. على سبيل المثال، يتكون الصنف الأول فوسفوينوسيتيد 3 كيناز من الوحدة الفرعية الحفازة p110 والوحدة التنظيمية الفرعية p85. وحدة فرعية واحدة مصنوعة من سلسلة بولي ببتيد واحدة. تمتلك سلسلة بولي ببتيد ترميزًا جينيًا واحدًا لها - مما يعني أن البروتين يجب أن يكون له جين واحد لكل وحدة فرعية فريدة. غالباً ما يتم تسمية الوحدة الفرعية بحرف يوناني أو روماني، ويشار إلى أرقام هذا النوع من الوحدات الفرعية في البروتين برمز مخطوط. على سبيل المثال، لدى أيه تي بي سينثاز نوع من الوحدة الفرعية تسمى α. ثلاثة من هذه موجودة في جزيء أيه تي بي سينثاز، وبالتالي يتم تعيين α3. يمكن للمجموعات الأكبر من الوحدات الفرعية ان تكون محددة، مثل α3β3-hexamer و c-ring.

## لقاحات الوحدات الفرعية
لقاحات الوحدات الفرعية يقدم مستضدًا لجهاز المناعة بدون إدخال جسيمات فيروسية، كاملة أو غير ذلك. تتمثل إحدى طرق الإنتاج في عزل بروتين معين من فيروس وإدارته بنفسه. ضعف هذه التقنية هو أنه يمكن تغيير البروتينات المعزولة، ثم تصبح مرتبطة بالأجسام المضادة المختلفة عن الأجسام المضادة المرغوبة. الطريقة الثانية في صنع لقاح الوحدات الفرعية تتضمن وضع جين المستضد من الفيروس أو البكتيريا المستهدفة في فيروس آخر (ناقلات الفيروس)، الخميرة (ناقل الخميرة) في حالة لقاح التهاب الكبد البائي أو البكتيريا الموهنة (ناقلات بكتيرية) لصنع فيروس أو جراثيم المؤتلف ليشكل مكونًا مهمًا في لقاح مؤتلف (يطلق عليه لقاح الوحدة الفرعية المؤتلف). سيعبر المتجه المؤتلف المعدل جينياً عن المستضد. يتم استخراج المستضد (واحد أو أكثر من وحدات فرعية من البروتين) من ناقلات الأمراض. تمامًا مثل اللقاحات الفرعية عالية النجاح، فإن المستضد الناتج عن إعادة الارتباط بالناقل لن يكون له أي خطر يذكر على المريض. هذا هو نوع اللقاح المستخدم حالياً لالتهاب الكبد B ، وهو ذو شعبية تجريبية، حيث يُستخدم في محاولة تطوير لقاحات جديدة ضد فيروسات صعبة التحصين مثل فيروس إيبولا وفيروس العوز المناعي البشري.
'''لقاح سداسي متعدد السكاريد الكابسلر''' هو لقاح وحيد آخر (يحتوي على عديد السكاريد المتصل بالمستضد سادسي الكابسلر)، في هذه الحالة، ضد التيفوئيد الناجم عن النمط المصلي للسالمونيلا. ويسمى أيضا لقاح مترافق، حيث تم ربط مستضد عديد السكاريد تساهميا مع بروتين حامل لتجهيز مولد الضد المعتمد على خلايا-T (باستخدام MHC II).